# Boiuna
A boiuna, Mboi-Una (cobra negra), cobra-grande, mãe-do-rio ou senhora-das-águas é um mito amazônico de origem ameríndia. É descrita como uma enorme cobra escura capaz de virar as embarcações. Também pode imitar as formas das embarcações, atraindo náufragos para o fundo do rio ou assumir a forma de uma mulher.
"Boiuna" deriva do tupi mbóiuna, que significa "cobra preta", através da junção de mbói (cobra) e una (preta).

## Versões da Lenda
Dependendo da localidade (Amazônia, Pará, Tocantins, Roraima ETC...) existe várias versões dessa lenda. Abaixo estarão registradas as versões da Lenda. 

### A Cobra Grande
A lenda conta que Boiúna, é uma serpente gigantesca que assombra os rios amazônicos, matando animais e afundando embarcações. Ele pode mudar o curso das águas e dar origens a muitos animais. Ela é muito temida pelos marinheiros amazônicos. Diz a lenda que Boiúna engravidou uma Índia na beira do rio, a Índia engravidou e deu a luz a duas crianças gêmeas: Norato e Maria Canina.. A lenda conta que Norato cresceu um garoto bondoso e humilde ajudando a todos. Porém sua irmã Maria Canina cresceu uma garota má e amarga, afogando embarcações e fazendo muitas maldades, igual seu pai o Cobra Grande ou Boiúna (Para saber mais veja Norato ou Maria Caninana). 

### Cobra Grande de Anhangá
Essa versão diz que havia uma mulher em uma tribo que matava e devorava crianças. Os habitantes da tribo, ao descobrirem isso ficaram furiosas e resolveram jogar ela no rio. Porém ela foi salva por Anhangá, ele a tomou como esposa e ela engravidou. Eles tiveram um filho e seu pai o transformou em uma serpente, para que ele pudesse morar no rio com seus país. Porém ao logo do tempo ele foi crescendo cada vez mais e se tornado mostruoso. Com isso a Cobra Grande começou a aterrorizar e devorar as pessoas próximas do Rio. Essa versão conta a origem da Cobra Grande, de forma bem curiosa e controversa.

### A Cobra Grande de Belém do Pará
Essa versão da lenda é bastante conhecida no Pará. A lenda conta que uma Cobra Grande conhecida como Boiúna está adormecida debaixo da cidade de Belém, com sua cabeça na Catedral da Sé e seu corpo se estendendo até a Basílica de Nazaré. A lenda conta que se a corda acordar, a cidade de Belém será engolida por um grande rio.
E como a cobra poderia acordar?
Existem várias vertentes desse acontecimento. alguns acreditam que ela pode se irritar, outros afirmam que ela já se moveu algumas vezes, causando tremores de terra em Belém. Há também quem diga que a cobra só permanece adormecida graças à procissão do Círio, e que a corda usada na procissão é uma representação da própria Cobra Grande. Essas diferentes interpretações mostram a complexidade da lenda.

## Outras Vertentes
Muitas pessoas confundem a Boiúna com o Norato, mas na verdade, segundo a lenda, Norato (ou Honorato) é um dos filhos da Boiúna, sendo irmão de Maria Caninana. A Boiúna é uma cobra gigantesca que habita as profundezas dos rios ou lagos, com olhos luminosos que aterrorizam aqueles que a encontram.